# Kronenburg (Castricum)
De Kronenburg of Huis te Castricum was een kasteel in de Nederlandse plaats Castricum, provincie Noord-Holland. Van het voormalige kasteel zijn een verhoging, een aarden wal en een restant van de slotgracht in het landschap bewaard gebleven.

## Naamgeving
Aanvankelijk werd het kasteel aangeduid als het Huis te Castricum. Toen Jan Willemsz. van Kronenburg het Huis te Castricum in 1379 erfde, wijzigde de naam van het kasteel in Kronenburg. Jan was afkomstig uit een familie die zelf was vernoemd naar kasteel Kronenburg te Loenen.

## Geschiedenis
Het kasteel wordt in 1326 voor het eerst in documenten vermeld als het Huis te Castricum dat door Simon van Haarlem zou zijn gebouwd. Deze Simon was in de 13e eeuw ambachtsheer van Heemskerk en Castricum en tevens eigenaar van kasteel Oud Haerlem. Hij stierf in 1280, dus het kasteel is nog voor dat jaartal gebouwd. Mogelijk stond er zelfs al eerder een kasteel: begin 12e eeuw woonde er namelijk al een adellijke familie in Castricum die waarschijnlijk verwant was met de Van Haarlems. Dat oudere (houten) kasteel zou dan door Simon van Haarlem zijn vervangen door nieuwbouw. 
Simon werd in 1280 door zijn zoon Willem van Haarlem opgevolgd als heer van de ambachten Castricum en Heemskerk. Kennelijk zijn de ambachten en de kastelen Huis te Castricum en Oud Haerlem uiteindelijk bij Willems jongere broer Dirk terechtgekomen, want toen Dirk in 1305 overleed erfde diens zoon Jan van Bergen alles. Jan overleed in 1318 en liet geen zoon na, waardoor het Huis te Castricum terugviel aan graaf Willem III. Deze zou het slot in 1326 als woning hebben toegewezen aan de pastoor van Castricum, maar dat lijkt niet echt aannemelijk: waarschijnlijk werd in het document een pastorie bedoeld en niet het kasteel.

### Van Polanen
Jan II van Polanen kocht de twee kastelen en ambachten in 1327 maar gaf het Huis te Castricum in leen uit aan Hendrik Hendriksz. van Heemskerk. Na het overlijden van Jan II in 1377 werden al zijn bezittingen verdeeld over zijn kinderen, waarbij Oud Haerlem en de ambachten Castricum en Heemskerk aan zoon Dirk van Polanen van der Lecke werden toebedeeld. Overigens was Dirk hierin slechts de leenman van zijn oudste broer Jan III. Het Huis te Castricum was inmiddels overgegaan naar Hendriks dochter Liesbet, die in 1362 was getrouwd met Willem van Kronenburg. Na Liesbets dood in 1379 erfde hun zoon Jan Willemsz. het Huis te Castricum.
Het kasteel zou tijdens de Hoekse en Kabeljauwse twisten rond 1400 zijn verwoest, waarna het werd herbouwd. Het kasteel heette voortaan Kronenburg, naar de eigenaar Jan Willemsz. van Kronenburg.
In 1425 overleed Jan Willemsz. en omdat hij geen erfgenaam had ging kasteel Kronenburg naar zijn broer Hendrik. Deze was gehuwd met Catharina, een dochter van Dirk van Polanen van der Lecke. Hendrik en Catharina kregen een zoon Willem die in 1441 met Kronenburg werd beleend.

### Van Assendelft
In 1551 werd Otto van Assendelft met het goed beleend. Op dat moment was Kronenburg een leen van de prins van Oranje, die optrad als heer Van de Lecke. Het kasteel was mogelijk al vóór 1551 verdwenen of is later, in 1573, verwoest door Spaanse troepen.
De grond waar het kasteel had gestaan werd nu verhuurd. Otto's zoon Cornelis liet Kronenburg in 1596 na aan zijn eigen zoon Gerrit van Assendelft.

## Beschrijving
Direct ten noorden van de huidige 18e-eeuwse boerderij Kronenburg ligt het voormalige terrein van het 15e-eeuwse kasteel Kronenburg. Op 100 meter ten noordoosten van het kasteelterrein ligt een verhoging met een doorsnee van 40 meter, waar mogelijk het 13e-eeuwse Huis te Castricum heeft gestaan. De locatie van een eventueel ouder (houten) kasteel uit de 12e eeuw is niet bekend.
De boerderij zelf beschikt nog over oude kelders die mogelijk toebehoorden aan een bijgebouw.

### Huis te Castricum
Uit weerstandsmetingen tijdens archeologisch onderzoek in 1996 kwam naar voren dat op het verhoogde terrein een bakstenen gebouw van 20 bij 16 meter heeft gestaan. Het zou hier kunnen gaan om het 13e-eeuwse Huis te Castricum dat rond 1400 is verwoest. Het moet dan een mottekasteel zijn geweest: een vierkante woontoren waar rond de onderste verdieping een heuvel was opgeworpen.
Een tekening uit 1590 laat hier een boerderij zien, hetgeen er op wijst dat het terrein op dat moment als voorburcht fungeerde.

### Kronenburg
Na de verwoesting van het Huis te Castricum rond 1400 werd het kasteel even verderop herbouwd als kasteel Kronenburg. Dit was een vrijwel vierkant kasteel, omgeven door grachten en singels. Volgens een opmeting van de restanten in 1728 was het ongeveer 32 bij 29 meter groot en op dat moment stond een ronde hoektoren nog deels overeind. Er waren oorspronkelijk op de hoeken twee ronde torens en één vierkante toren. De weerstandsmetingen in 1996 bevestigden de vorm en afmetingen en toonden tevens de aanwezigheid van woonruimtes aan langs de noordoostzijde van de muur. De kasteellocatie is nog als een lichte verhoging in het landschap herkenbaar.
De functie van de nog bestaande aarden wal is onduidelijk.

## Afbeeldingen

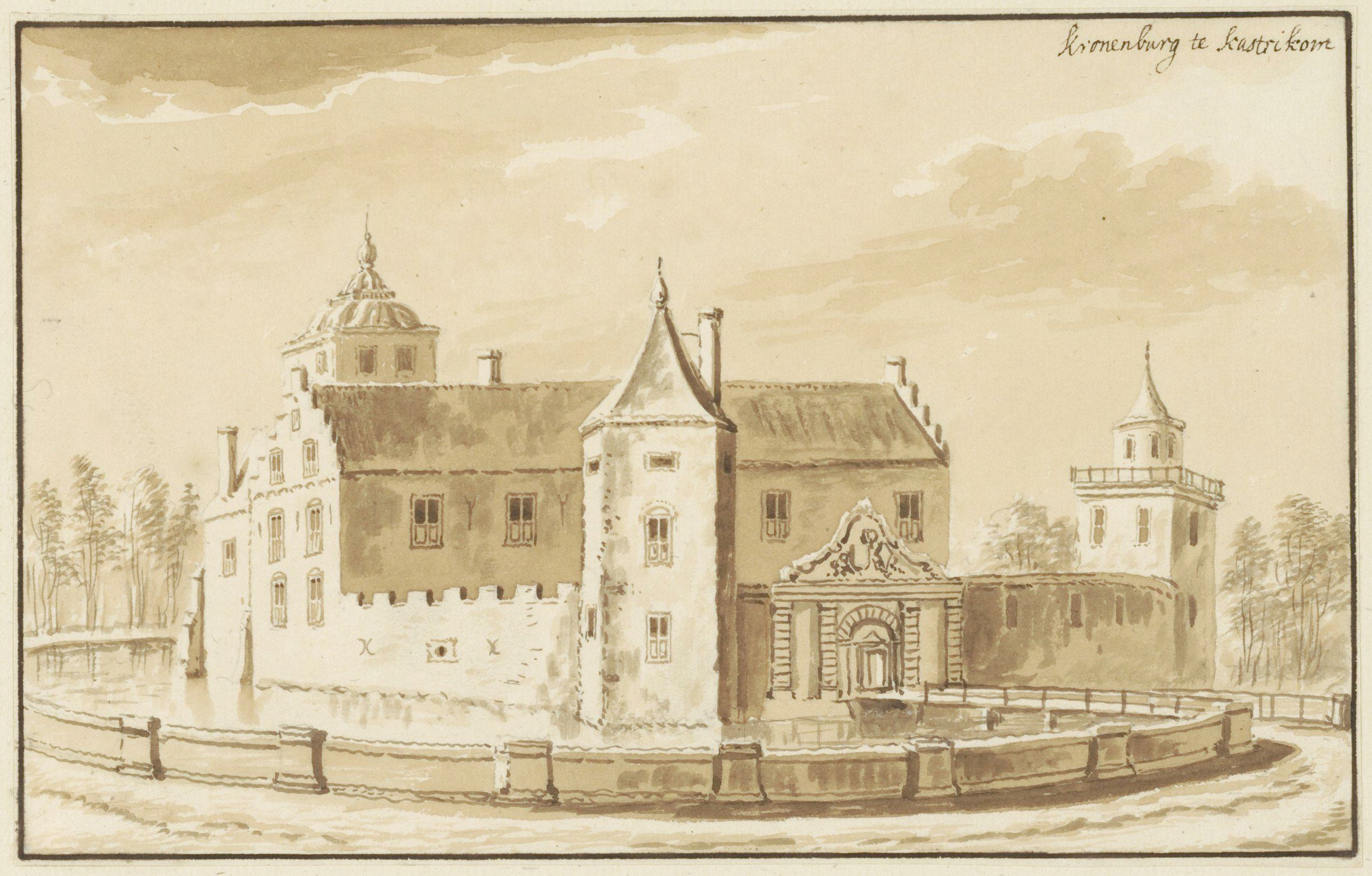
Tekening uit 1710-1730, door Abraham Rademaker. Het kasteel was overigens al lang verdwenen.
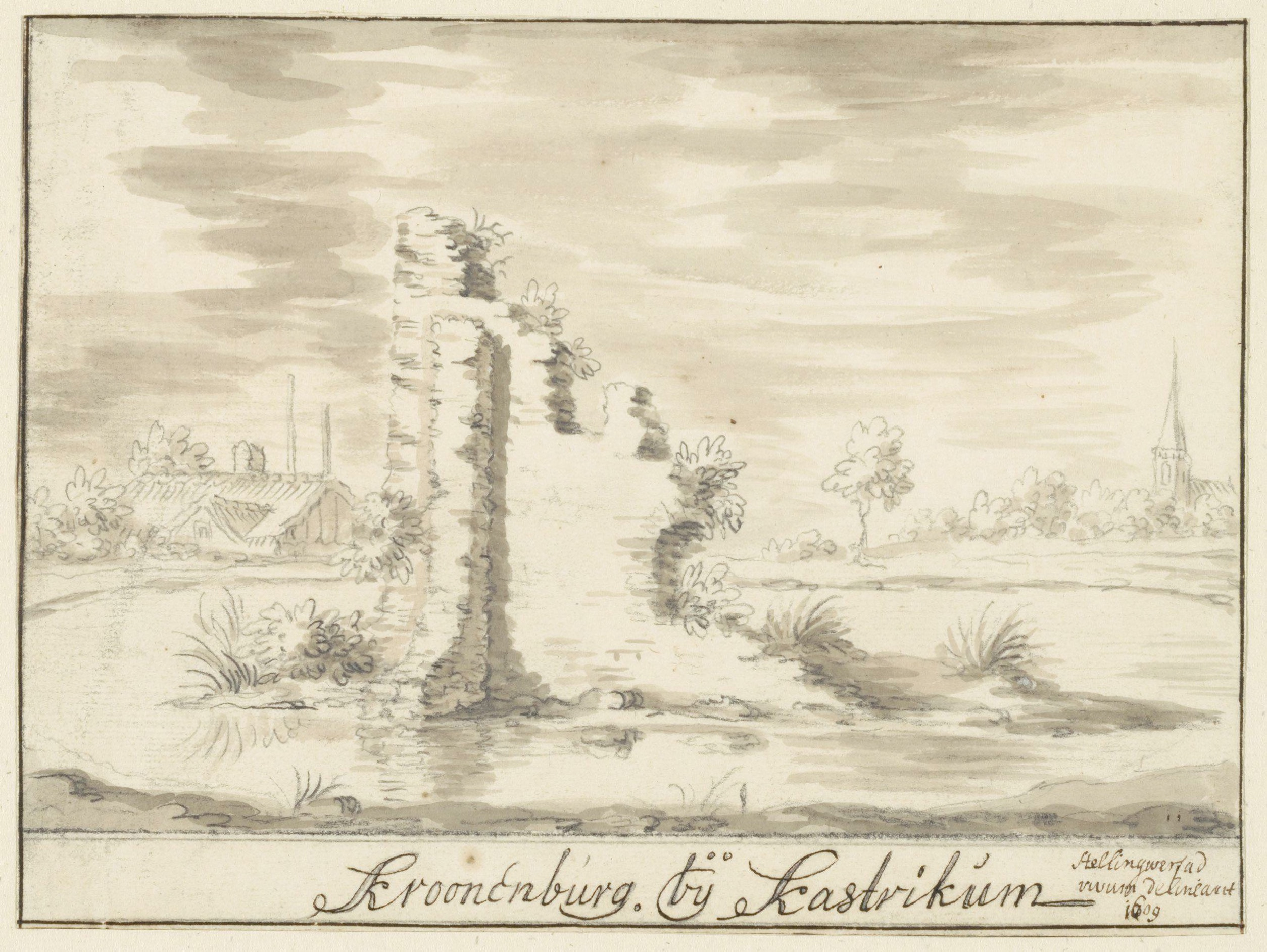
De ruïne in 1709, door Jacobus Stellingwerff.
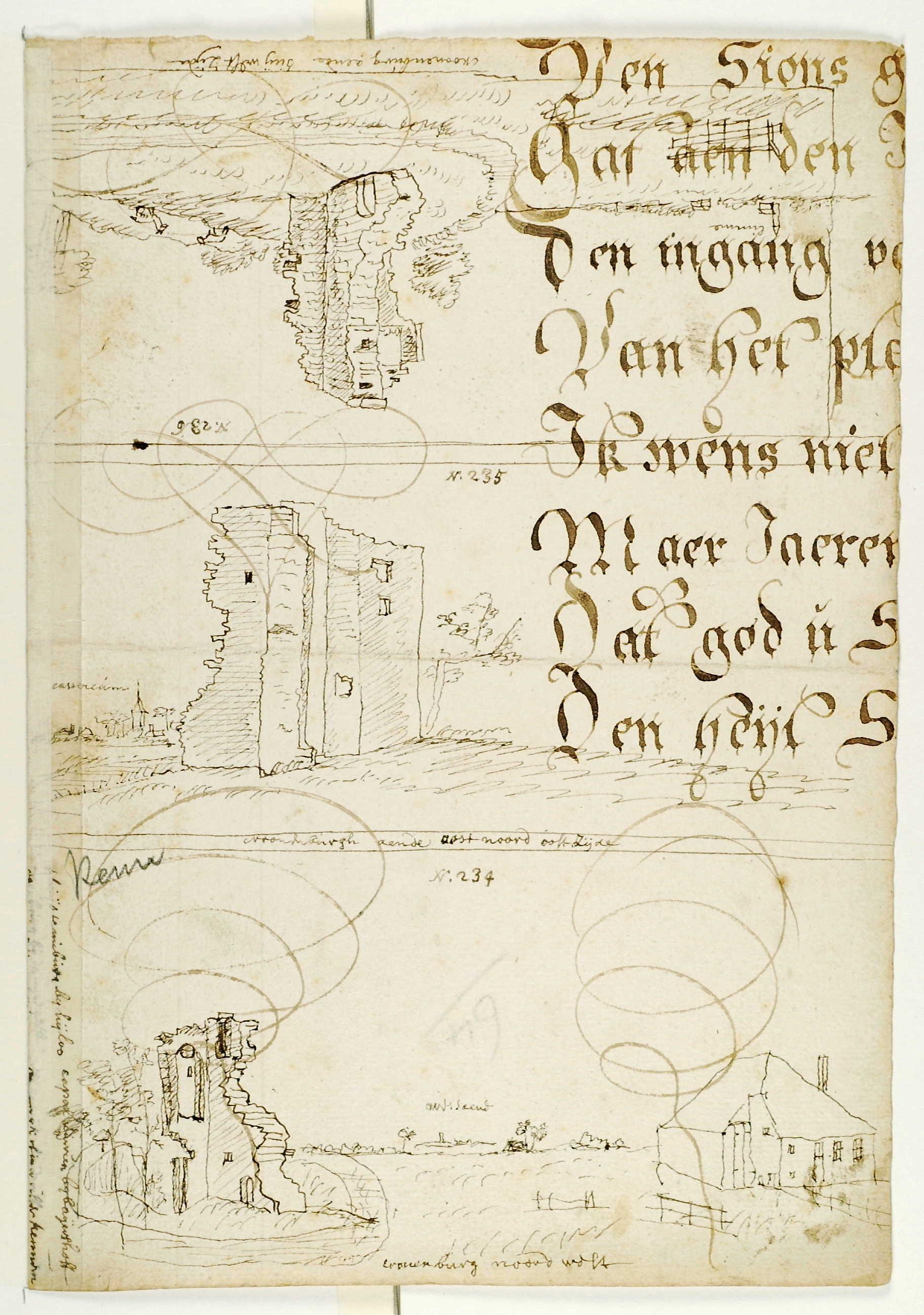
Diverse schetsen van de ruïne en de boerderij, in 1718 getekend door Hendrik Pola.

Adrichem · Aelbrechtsberg · Akersloot · Amstel · Amsterdam · Assendelft · Assumburg · Banjaert · Beeckestijn · Berkenrode · Boekel · Bollenhofstede · Ten Bosch · Brederode · Caprera · Ter Coulster · Cranenbroek · Dampegeest · Eenigenburch · Egmond · Heemstede · Hilversum · Ilpenstein · Jan Aernts woninge van Bennebroek · Keggenrode · Ter Kleef · Kostverloren · Kronenburg · Marquette · Merestein · Middelburg · Muiderslot · Nederhorst · Nieuwburg · Nuwendoorn · Oud Haerlem · De Park · Poelenburg · Purmersteijn · Radboud · Huis te Ramp · Reewijk/Rietwijk · Rolland · Ruysdael · Schagen · Huis te Schoten · Sparenwoude · Te Spijk · Swanenburch · Sypesteyn · Tetrode · Teylingerbosch · Torenburg · Velsen · De Vlotter · Vogelenzang · Ter Wijc · Wijdenes · Ypestein · Te Zaanen